# جامعة كوكر
جامعة كوكر (بالإنجليزية: Coker University)‏ هي جامعة خاصة في هارتسفيل، كارولاينا الجنوبية. تأسست عام 1908 وتم اعتمادها من قبل الرابطة الجنوبية للكليات والمدارس.